# Cratere Li Bing
Li Bing è un piccolo cratere lunare di 0,4 km situato nella parte sud-orientale della faccia nascosta della Luna.